# Ville-sur-Lumes

Ville-sur-Lumes este o comună în departamentul Ardennes din nordul Franței. În 1 ianuarie 2022 avea o populație de 529 de locuitori.